# James Wharton (pilote automobile)
Pour les articles homonymes, voir James Wharton et Wharton.
James Wharton, né le 8 juillet 2006 à Bundoora, est un pilote automobile australien. Ancien membre de la Ferrari Driver Academy de 2021 à 2023, il rejoint le championnat de Formule 3 FIA en 2025.

## Biographie

### Karting
Né en 2006 à Bundoora, Wharton débute le karting à l'âge de huit ans. Deux ans plus tard, dans les catégories Mini et Cadets, il remporte huit des dix courses de sa saison 2017, ce qui lui permet de remporter le titre. Wharton déménage ensuite avec son père pour poursuivre sa carrière dans les compétitions européennes, où il signe notamment un contrat de quatre ans avec Parolin dans diverses séries. Fin 2020, Wharton est choisi par Motorsport Australia pour être le représentant australien du concours Scouting World Finals, organisé par la Ferrari Driver Academy. Il termine lauréat du concours, ce qui lui permet de rejoindre l'académie des jeunes pilotes de la Scuderia Ferrari.

### Débuts en Formule 4

#### 2022

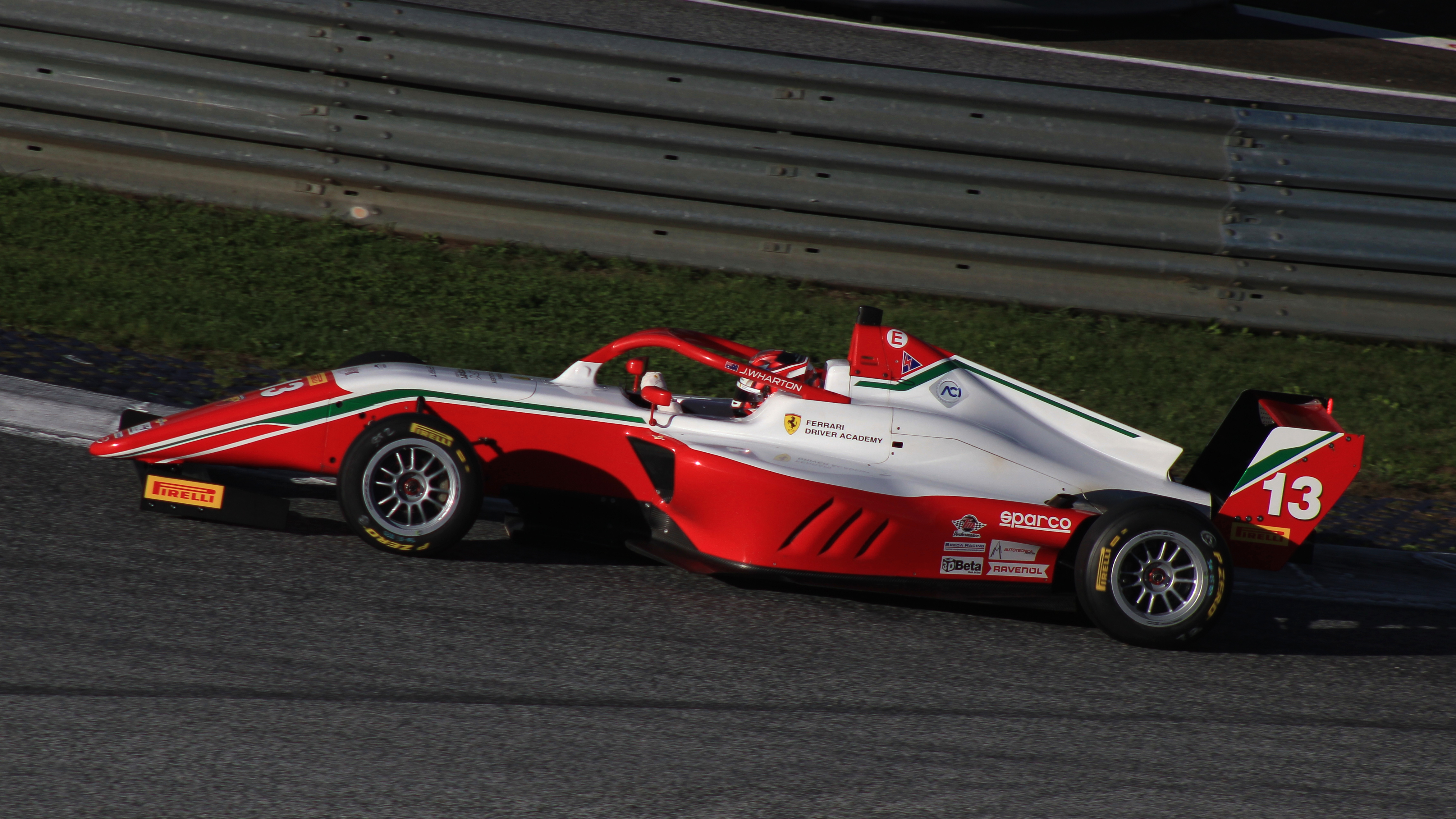
James Wharton en Formule 4 italienne en 2022 à Spielberg.

Wharton fait ses débuts en monoplace en 2022. Il dispute durant l'hiver le Championnat des Émirats arabes unis de Formule 4 avec l'écurie Abu Dhabi Racing, qui reçoit notamment le soutien de Prema Powerteam. Après un premier podium à Yas Marina, il remporte trois des quatre courses de la première manche de Dubai avant d'en décrocher une quatrième en fin de campagne. Il se classe cinquième du championnat avec 168 points.
Il rejoint ensuite Prema pour disputer les championnats italien et allemand de Formule 4. En Italie, il monte à cinq reprises sur le podium et se classe cinquième du championnat avec un total de 166 points. En Allemagne, il remporte sa seule victoire de la saison au Nürburgring et monte à trois autres reprises sur le podium. Là encore, il se classe de nouveau cinquième du championnat avec 146 points.

#### 2023

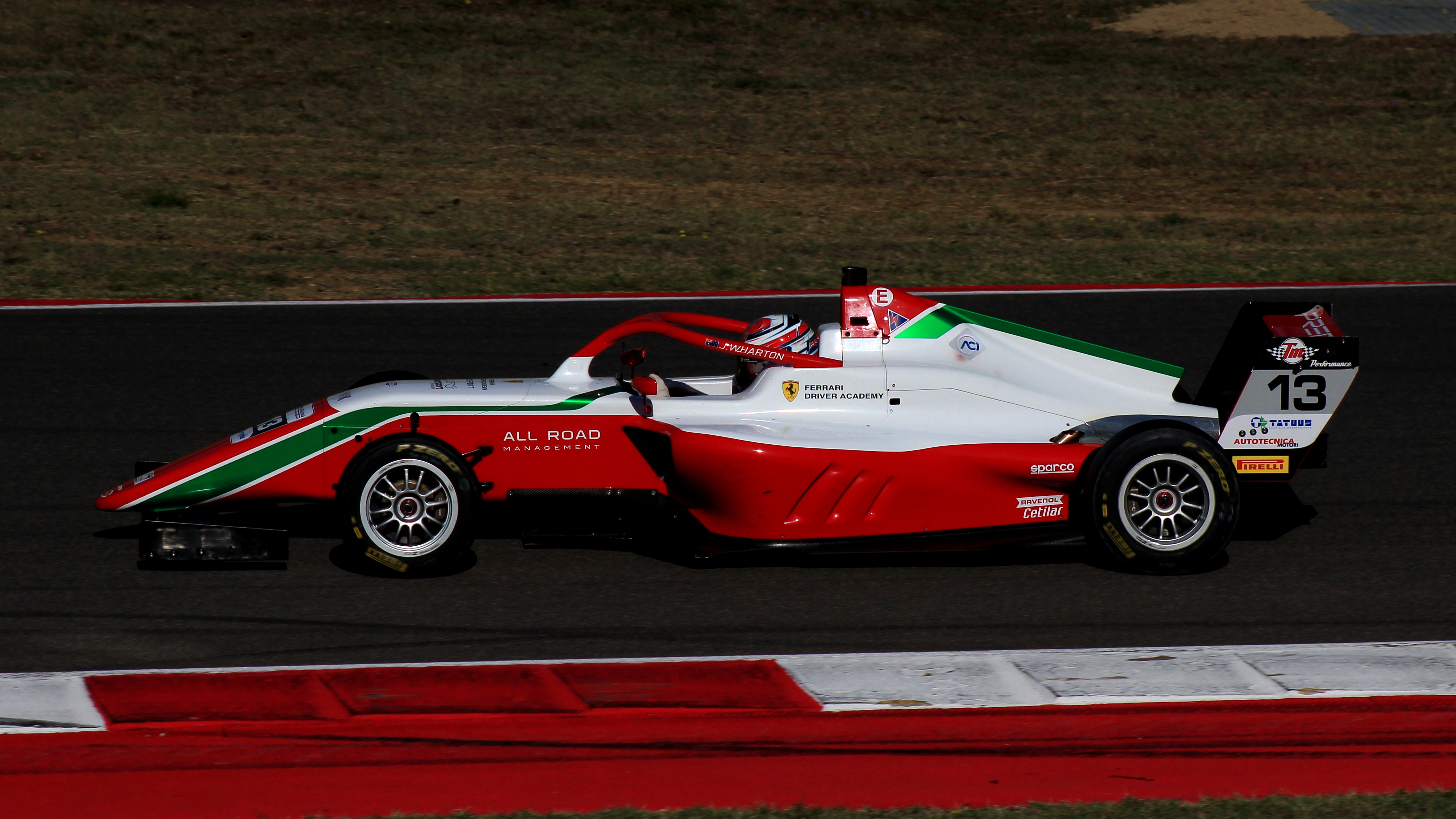
James Wharton en Formule 4 italienne en 2023 au Mugello.

En 2023, il dispute les mêmes championnats que l'année précédente, commençant par le championnat UAE, où il court cette fois pour Mumbai Falcons Limited. Après une campagne très solide au cours de laquelle il remporte quatre victoires et monte à onze reprises sur le podium, il remporte le titre face à son coéquipier et rival Tuukka Taponen, malgré un accrochage dans la dernière course qui entraîne leur abandon,.
Sa saison principale en Europe se poursuit avec le championnat italien. Il se montre plus performant que l'année précédente, remportant les deux courses de la manche de Spa-Francorchamps et montant à six autres reprises sur le podium. Il se classe quatrième du championnat avec 207,5 points. Il dispute ensuite le nouveau championnat d'Euro-4 Championship où il remporte deux victoires et monte sur trois autres podiums. Il termine vice-champion avec 169 points, derrière son coéquipier Ugo Ugochukwu. Malgré ses performances, la Ferrari Driver Academy annonce son départ à la fin de la saison 2023.

### Formule Régionale

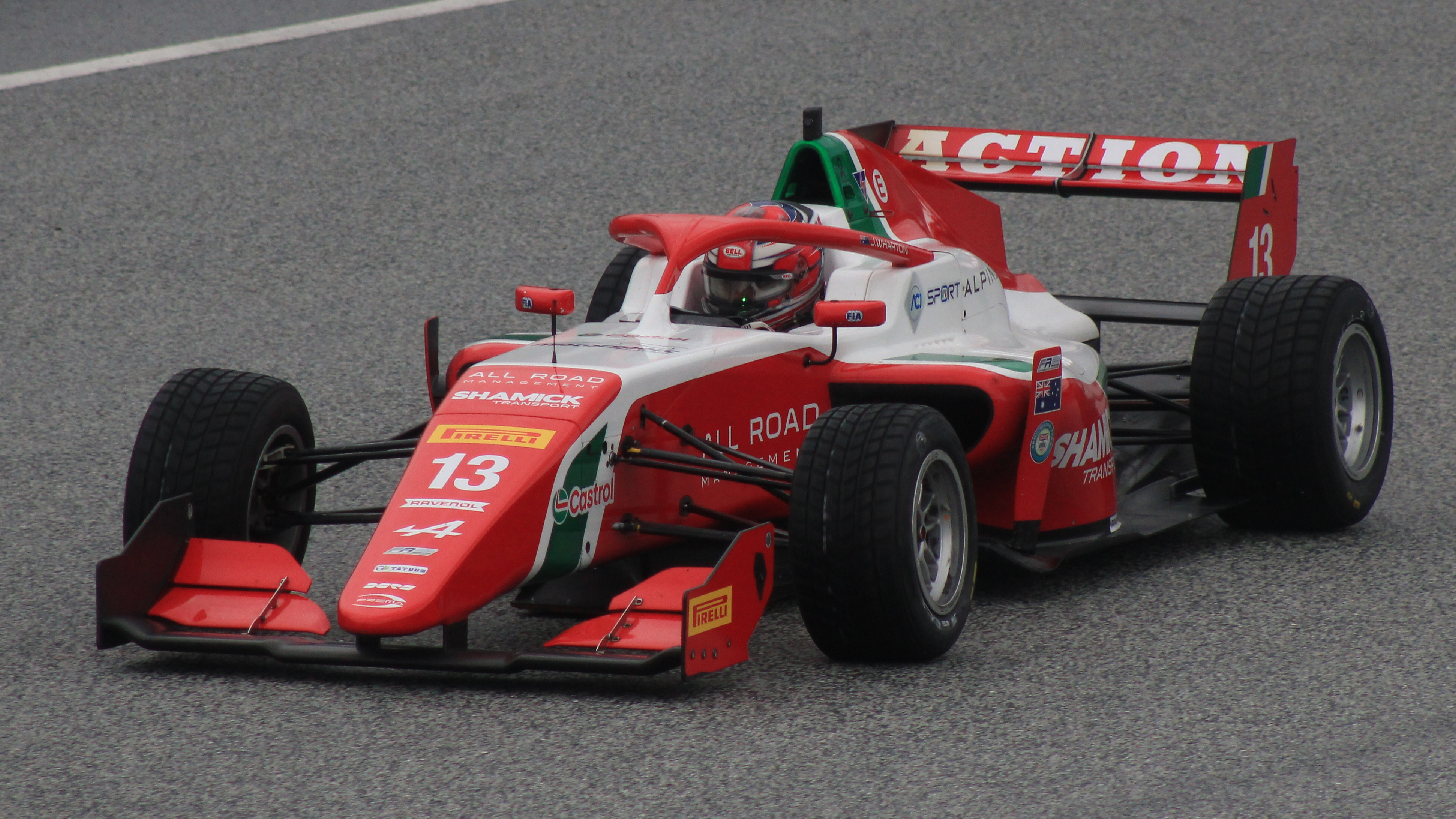
James Wharton en Formule Régionale en 2024 à Spielberg.

En 2024, Wharton est promu en Formule Régionale. Il dispute d'abord le championnat du Moyen-Orient, où il monte à deux reprises sur le podium en dernière partie de campagne. Il se classe sixième du championnat avec 111 points. Il rejoint ensuite le championnat d'Europe, toujours avec Prema.

### Formule 3 FIA
En pleine saison 2024, Wharton est appelée par Hitech Pulse-Eight pour remplacer Martinius Stenshorne suspendu pour une infraction au règlement sportif lors de la manche de Silverstone de la Formule 3 FIA. Il termine les deux courses du week-end loin du top 10. En octobre, ART Grand Prix annonce sa titularisation pour la saison 2025 aux côtés de Laurens van Hoepen et de son ancien coéquipier Tuukka Taponen.

## Carrière

### Résultats en monoplace
| Saison | Championnat                                      | Écurie                    | Courses | Victoires | Pole positions | Meilleurs tours | Podiums | Points | Classement |
| ------ | ------------------------------------------------ | ------------------------- | ------- | --------- | -------------- | --------------- | ------- | ------ | ---------- |
| 2022   | Championnat des Émirats arabes unis de Formule 4 | Abu Dhabi Racing by Prema | 16      | 4         | 3              | 4               | 5       | 168    | 5e         |
| 2022   | Championnat d'Italie de Formule 4                | Prema Powerteam           | 20      | 0         | 0              | 0               | 5       | 166    | 5e         |
| 2022   | Championnat d'Allemagne de Formule 4             | Prema Powerteam           | 15      | 1         | 0              | 2               | 3       | 146    | 5e         |
| 2023   | Championnat des Émirats arabes unis de Formule 4 | Mumbai Falcons Limited    | 15      | 4         | 4              | 5               | 11      | 232    | Champion   |
| 2023   | Championnat d'Italie de Formule 4                | Prema Powerteam           | 21      | 2         | 3              | 2               | 8       | 207,5  | 4e         |
| 2023   | Championnat d'Euro 4                             | Prema Powerteam           | 9       | 2         | 1              | 1               | 5       | 169    | 2e         |
| 2024   | Formule Régionale Moyen-Orient                   | Mumbai Falcons Limited    | 15      | 0         | 0              | 0               | 2       | 111    | 6e         |
| 2024   | Formule Régionale Europe                         | Prema Powerteam           | 19      | 4         | 5              | 2               | 10      | 236    | 2e         |
| 2024   | Championnat de Grande-Bretagne de Formule 3      | Fortec Motorsport         | 5       | 0         | 0              | 0               | 0       | 30     | 25e        |
| 2024   | Coupe du monde de Formule Régionale              | ART Grand Prix            | 2       | 0         | 0              | 0               | 0       | N/A    | abandon    |
| 2024   | Formule 3 FIA                                    | Hitech Pulse-Eight        | 2       | 0         | 0              | 0               | 0       | 0      | 33e        |
| 2025   | Formule 3 FIA                                    | ART Grand Prix            | 17      | 1         | 0              | 0               | 1       | 25     | 17e        |